# Bracon cavifrons
Bracon cavifrons är en stekelart som beskrevs av Gaspard Auguste Brullé 1846. Bracon cavifrons ingår i släktet Bracon och familjen bracksteklar. Inga underarter finns listade.